# إيغور توريس
إيغور توريس هو لاعب كرة قدم برازيلي، ولد في 11 مارس 2000.

## وصلات خارجية
- إيغور توريس على موقع قاعدة بيانات كرة القدم.إي يو (الإنجليزية)
- إيغور توريس على موقع Soccerway.com (الإنجليزية)